# Татару (Сучава)
Татару (рум. Tătaru) насеље је у Румунији у округу Сучава у општини Појана Стампеј. Oпштина се налази на надморској висини од 965 m.

## Становништво
Према подацима из 2002. године у насељу је живело 163 становника, од којих су сви румунске националности.